# Idrottsförbund
Ett idrottsförbund samordnar verksamheter inom en idrott. 
De flesta sporter och idrotter har ett internationellt förbund, som olika nationella förbund är anslutna till. Det internationella förbundet ordnar världsmästerskap, medan de nationella förbunden bland annat ordnar nationella mästerskap inom respektive sport. För Olympiska spelen finns en särskild organisation, Internationella olympiska kommittén (IOK).

## Internationella förbund för olika sporter

### Bandy
Fédération Internationale de Hockey sur Glace grundades 1908 och organiserade från början både bandy och ishockey, men sedan ishockey hade fått olympisk status 1920 dog intresset för bandy i många länder. Finland, Norge och Sverige fortsatte dock att spela, hade landskamper mot varandra och bildade så småningom en gemensam regelkommitté. Även i Sovjetunionen spelades bandy, men de höll sig utanför internationella idrottsutbyten fram till 1950-talet.
Internationella bandyförbundet bildades 1955 av de nationella specialidrottsförbunden för bandy i Finland, Norge, Sovjetunionen och Sverige och arrangerar VM sedan 1957. Sedan 1970-talet och framåt har allt fler länder anslutit sig.

### Bilsport
Bilsport arrangeras på internationell nivå genom Fédération Internationale de l'Automobile (FIA), som bland annat står bakom världsmästerskapen i formel 1 och rally.

### Fotboll
Fotboll organiseras på internationell nivå av Fifa. Eftersom fotboll är en så stor sport, har det i denna sport även bildats förbund för de olika världsdelarna, och nästan varenda land i världen har ett eget nationellt förbund.

### Innebandy
Innebandy organiseras på internationell nivå av International Floorball Federation (IFF). IFF arrangerar VM för damer och herrar samt U19.

### Ishockey
Internationella ishockeyförbundet bildades 1908 under namnet Fédération Internationale de Hockey sur Glace men går numera oftast under sitt engelska namn International Ice Hockey Federation, IIHL. IIHL organiserar bland annat ishockey-VM. Det bör noteras att den hörsta ligan i Nordamerika, NHL, formellt står utanför IIHL.

## Idrottsförbund i olika länder

### Sverige
De flesta idrotter eller sporter i Sverige har ett centralt idrottsförbund som samordnar verksamheten. Det samlade organet för de olika specialidrottsförbunden är Riksidrottsförbundet.

## Moderklubb
Moderklubb är den första klubb en idrottsutövare representerar inom en sport. En moderklubb kan också åsyfta den klubb som är överordnad en farmarklubb.